# Templo de Baton Rouge
El Templo de Baton Rouge, Luisiana, es uno de los templos construidos y operados por la Iglesia de Jesucristo de los Santos de los Últimos Días, el número 94 construido por la iglesia y el segundo en el estado de Luisiana. Ubicado a menos de 10 km al sudoeste de la ciudad de Baton Rouge, el templo de mármol blanco consta de un solo pináculo y jardines que en la primavera son decorados con miles de flores que, a diferencia del interior del templo, están abiertos al público. Solo el templo está en el terreno del templo, sobre una pequeña colina entre el centro de congregaciones de la estaca de la localidad y la reserva natural pantanosa a pocos metros del río Misisipi. 
Al templo, por su cercanía a las comunidades, acuden Santos de los Últimos Días provenientes del oeste del estado de Luisiana, como Nueva Orleans, así como del sur del estado de Misisipi, como el Condado de Harrison.

## Historia
Los primeros misioneros mormones en llegar al estado de Luisiana arribaron en 1841. Unos pocos conversos se unieron a la recién fundada Iglesia en ese entonces, y la mayoría dejó Luisiana para estar con el resto del cuerpo de la Iglesia en el oeste de los Estados Unidos. para la mayoría de los primeros conversos de la Iglesia británica, Nueva Orleans fue el puerto de entrada a Estados Unidos. Entre 1840 y 1855 alrededor de 18.500 miembros cruzaron el océano hasta los EE. UU. y 17.600 de ellos llegaron por primera vez a Nueva Orleans. Debido a ello, la mayor parte de los miembros de la Iglesia en Nueva Orleans eran emigrantes que aún no podía permitirse el lujo de ir más allá o bien eran agentes de la Iglesia asignados a asistir a los emigrantes en su viaje. Después de 1855, cuando los últimos emigrantes dejaron Nueva Orleans, la Iglesia perdió presencia en Luisiana. En 1895 los misioneros mormones fueron renviados al estado y hoy hay más de 25.000 miembros en Luisiana.

## Anuncio
La iglesia comunicó a mediados de 1998 a los líderes locales en Baton Rouge planes de conseguir un espacio para la construcción de un templo de menores proporciones en su localidad. La iglesia en esa ciudad buscó un terreno adecuado, decidiendo construir el templo religioso en un terreno que la iglesia poseía en el suburbio de Baton Rouge a un costado de uno de sus centros de estaca. El edificio se asienta sobre una colina a 16 pies (4,9 m) sobre el nivel del mar en la vecindad de un parque boscoso. Aprobado el terreno, la Primera Presidencia de la iglesia SUD anunció de manera oficial la construcción del templo en la ciudad de Baton Rouge el 14 de octubre de 1998. 
La ceremonia de la primera palada tuvo lugar el 8 de mayo de 1999 presidida por las autoridades generales del área y a la que asistieron unas 25 mil personas. Previo a la construcción del templo, los fieles asistían al templo de Dallas, en Texas.

## Construcción
Luego de la ceremonia de la primera palada en mayo de 1999 la construcción del nuevo Templo de Luisiana tardó seis meses y 26 días. El templo se construyó a base de mármol blanco imperial proveniente del estado de Vermont y cuenta con dos salones empleados para las ordenanzas SUD, dos salones de sellamientos matrimoniales y un batisterio. El templo tiene un área de 990 metros cuadrados de construcción en un terreno de 2,8 hectáreas.
El templo de Baton Rouge fue el templo número 38 construido con especificaciones de menores proporciones con el fin de completar la meta del entonces presidente de la iglesia Gordon B. Hinckley de tener construidos 100 templos alrededor del mundo para fines del año 2000. Con 10 890 pies cuadrados (1011,7 m²) de construcción, es uno de los templos de mayor tamaño entre los templos de menores proporciones operados por la iglesia SUD a nivel mundial. El templo de menores proporciones más pequeño es el templo de Colonia Juárez, con 6800 pies cuadrados (631,7 m²) de construcción y el templo de Yigo, Guam con 6861 pies cuadrados (637,4 m²).

## Dedicación
El templo SUD de la ciudad de Baton Rouge fue dedicado para sus actividades eclesiásticas en cuatro sesiones el 16 de julio de 2000, por el entonces presidente de la iglesia SUD Gordon B. Hinckley. Con anterioridad a ello, del 1 al 7 de julio de ese mismo año, la iglesia permitió un recorrido público de las instalaciones y del interior del templo al que asistieron cerca de 18.500 visitantes. Unos 4.600 miembros de la iglesia e invitados asistieron a la ceremonia de dedicación, que incluye una oración dedicatoria.